# Чирянка мадагаскарська
Чирянка мадагаскарська (Anas bernieri) — вид водоплавних птахів родини качкових (Anatidae). Ендемік Мадагаскару.

## Поширення
Ареал виду охоплює вузьку прибережну смугу Мадагаскара вздовж усього західного узбережжя та крайнього північного сходу острова. Населяє відкриті мілкі ставки та озера, переважно солонуваті. Загальна чисельність популяції оцінюється в межах 630—1900 статевозрілих особин на основі оцінки даних обстеження на ключових ділянках.

## Опис
Качка завдовжки приблизно 40 см. Вага самців — 320—405 г, самиць — 365—385 г. Оперення коричневе, центри пір'я темніші. На крилах є чорне дзеркало з широкою білою смугою біля основи і тонкою смугою, що проходить через кінці пір'я. Підкрилки сірі з білими ребрами. Дзьоб червонуватий, ноги сіро-бурі. Каштаново-карі очі.